# Гай Фурний (претор)
Гай Фу́рний (лат. Gaius Furnius; около 85 — после 17 гг. до н. э.) — римский политический деятель, народный трибун 50 года до н. э., предположительно претор 42 года до н. э. Был другом Марка Туллия Цицерона, после его гибели действовал в союзе с Луцием Антонием и Марком Антонием.

## Биография
Исследователи относят рождение Гая Фурния, учитывая хронологию его карьеры, приблизительно к 85 году до н. э. В молодости Гай находился под влиянием Марка Туллия Цицерона. Первое упоминание о нём в сохранившихся источниках относится к 51 году до н. э. Цицерон тогда получил в управление Киликию и перед отъездом попросил ряд своих доверенных лиц не допускать продления его полномочий в провинции. В числе адресатов этой просьбы был и Гай Фурний («наш Фурний» — называет его Цицерон в письме к Аттику), который должен был стать народным трибуном на следующий год.
Во время трибуната Фурний действовал в интересах Цицерона, но последний не всегда был им доволен. В феврале 50 года до н. э. Марк Туллий написал Аттику: «Оговорка Фурния не нравится мне, ведь я не боюсь никакого иного случая, кроме того, какой он оговаривает». Когда наместничество Цицерона подходило к концу, Гай добивался назначения сенатом благодарственных молебствий в связи с военными победами в Киликии.
В 49 году до н. э., после начала гражданской войны между Гнеем Помпеем Великим и Гаем Юлием Цезарем, Фурний поддержал последнего. Он стал посредником между Цезарем и Цицероном. В частности, когда Марк Туллий хотел уклониться от участия в заседании сената, на котором должно было состояться формальное осуждение Помпея, Фурний передал ему письмо Гая Юлия с просьбой не уезжать из Рима. В 44 году до н. э., на момент убийства Цезаря, Фурний находился в Косматой Галлии в качестве легата при наместнике Луции Мунации Планке и использовался последним как посредник в переговорах с Цицероном и сенатом. Годом позже он выдвинул с одобрения Планка свою кандидатуру в преторы, хотя Цицерон и убеждал его в письмах, что в Галлии он будет более полезен Республике. Предположительно Гай добился избрания.
В 41 году до н. э. Фурний поддержал Луция Антония, начавшего войну против Октавиана. Гай вёл войско на помощь Луцию, но был атакован врагом и укрылся в городе Сентия в Умбрии. Октавиан осадил его, потом отступил, а Фурний долго его преследовал. В отсутствие Гая Сентия была занята Квинтом Сальвидиеном Руфом. Позже Фурний находился вместе с Луцием Антонием в Перузии, осаждённой врагами. Когда стало ясно, что город не может дольше держаться, Луций направил именно Гая с ещё двумя офицерами вести переговоры.
В последующие годы Фурний служил Марку Антонию. В 39 году до н. э. ему было поручено привести из Африки в восточные провинции четыре легиона, которыми ранее командовал Тит Секстий (эта миссия не удалась, так как войска забрал Марк Эмилий Лепид). В 36—35 годах до н. э. Фурний управлял Азией, где ему пришлось бороться с Секстом Помпеем. Совместно с Марком Тицием Гай разбил Помпея; последний хотел сдаться ему в обмен на гарантии безопасности и личной встречи с Антонием, но Фурний ответил, что такие гарантии может дать только Тиций. Позже Секст был разбит ещё раз и казнён.
После разгрома и гибели Марка Антония Фурний получил прощение от Октавиана благодаря заступничеству своего сына (30 год до н. э.). В 29 году до н. э. он был возведён в ранг консуляра, но видную политическую роль больше уже не играл. Умер Гай Фурний после 17 года до н. э. — года консулата его сына.
Потомки
У Гая Фурния был сын того же имени, консул 17 года до н. э.